# Tapani Haapakoski
Jouni Tapani Haapakoski (* 14. Juni 1953 in Ylivieska) ist ein ehemaliger finnischer Leichtathlet, der sich auf den Stabhochsprung spezialisiert hatte.

## Sportliche Karriere
Haapakoski startete für Ylivieskan Kuula. Er war 1976 finnischer Meister. 1977, 1979 und 1981 siegte er in der Halle. Seine Bestleistung von 5,55 Meter sprang er mehrfach, zuerst am 13. Juli 1980 in Raahe.
Bei den Olympischen Spielen 1976 in Montreal qualifizierten sich 16 Springer mit 5,10 Meter für das Finale, darunter mit Antti Kalliomäki und Tapani Haapakoski zwei Finnen. Im Endkampf gewann Kalliomäki die Silbermedaille, Haapakoski wurde 15. mit 5,20 Meter. 1977 belegte Haapakoski mit 5,00 Meter den achten Platz bei den Halleneuropameisterschaften in San Sebastián. 1978 bei den Europameisterschaften in Prag erreichten drei finnische Stabhochspringer das Finale. Im Endkampf belegte Tapani Haapakoski mit 5,30 Meter den zehnten Platz. Antti Kalliomäki wurde Zweiter und Rauli Pudas Dritter. 1980 bei den Olympischen Spielen in Moskau erreichten Haapaskoski mit 5,40 Meter und Pudas mit 5,35 Meter das Finale, während Kalliomäki ohne gültigen Versuch in der Qualifikation ausschied. Im Finale wurde Pudas mit 5,25 Meter Zwölfter, Haapaskoski belegte mit 5,45 Meter den neunten Rang. 1981 sprang Haapakoski bei den Halleneuropameisterschaften in Grenoble mit 5,25 Meter auf den 15. Platz. 